# Concilio di Tours (1163)
Il concilio di Tours del 1163 si tenne sotto il pontificato di papa Alessandro III e ordinò che i catari fossero privati dei loro beni, incoraggiando così gli appetiti della Francia settentrionale e attirandola nella Crociata albigese. Lo stesso termine "albigese", sinonimo di "cataro", sembra apparire per la prima volta proprio in relazione a questo concilio, che, come altri tenuti sempre a Tours in quel periodo, intensificò la condanna del catari della Francia meridionale.